# Mikael Martinsson
Mikael Martinsson, född 29 mars 1966 i Katarina församling, Stockholm, är en svensk tidigare fotbollsspelare främst i IFK Göteborg. (anfallare).
Först spelade Martinsson i Vasalunds IF. 1989 gick han till Djurgårdens IF och gjorde samma säsong sina sju första allsvenska matcher. Under 1990 var han utlånad till spanska CD Castellon. Under 1990-talet var han en av IFK Göteborgs absoluta nyckelspelare i såväl allsvenskan som i Champions League. Efter spel i både IFK Göteborg och Boråslaget IF Elfsborg skrev Martinsson åter på ett kontrakt för sin moderklubb Vasalund där han också avslutade sin elitkarriär. Sommaren 2017 gjorde Martinsson en kort comeback då han spelade mittback för en match i Oskarströms IS i division 6 Halland södra.
Som fotbollsspelare levde Mikael Martinsson mycket på sin snabbhet och sin löpvilja. Han sköt bland annat SM-guldet 1994 till IFK Göteborg när IFK såg ut att tappa guldet till Örebro SK i säsongens sista match.

## Meriter
Djurgårdens IF
- Svenska cupen: 1991

IFK Göteborg
- Allsvenskan: 1993, 1994, 1995, 1996

IF Elfsborg
- Svenska cupen: 2001